# 1937 en science
| Années de la science : 1934 - 1935 - 1936 - 1937 - 1938 - 1939 - 1940    |
| Décennies de la science : 1900 - 1910 - 1920 - 1930 - 1940 - 1950 - 1960 |

Cet article présente les faits marquants de l'année 1937 en science.

## Événements
- 22 avril : dans un article lu devant la Société américaine de philosophie et publié le 4 mars 1938, l'ingénieur et physicien américain Frank Benford réaffirme la loi des nombres anormaux[1].
- 24 mai : inauguration du Palais de la découverte à Paris par Albert Lebrun , président de la République, Jean Zay et Jean Perrin[2].

- 29 juin : l'inventeur québécois Joseph-Armand Bombardier obtient un brevet pour un système de traction barbotin-chenille pour une autoneige[3].

- 10 août : le mathématicien américain Claude Shannon soutient sa thèse de Master au MIT sur l'application de l'algèbre de Boole aux circuits de commutation électrique (publiée en 1938)[4].

### Sciences de la vie

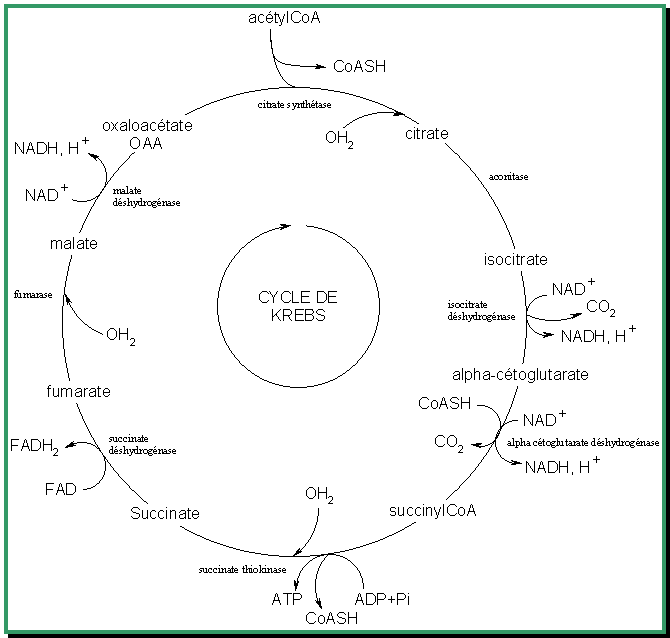
cycle de Krebs

- 10 juin : les biochimistes britanniques Hans Adolf Krebs et W. A. Johnson envoient à la revue Nature un article exposant leur découverte du Cycle de Krebs ; il est rejeté et envoyé à la revue Enzymologia fin juin qui le publie deux mois plus tard[5],[6].
- 27 septembre : le dernier tigre de Bali sauvage est abattu à Sumbar Kima, à l'ouest de Bali[7].

- Dorothy Crowfoot Hodgkin détermine la structure tridimensionnelle du cholestérol grâce à la cristallographie aux rayons X[8].

### Sciences physiques
- Janvier : les physiciens Albert Einstein et Nathan Rosen publient un article remettant en cause l'existence des ondes gravitationnelles[9].

- 16 février : la firme Dupont de Nemours dépose le brevet du Nylon inventé en 1935 par Wallace Hume Carothers[10].
- Avril : le physicien japonais Yoshio Nishina achève la  construction du premier cyclotron du RIKEN au Japon[11].

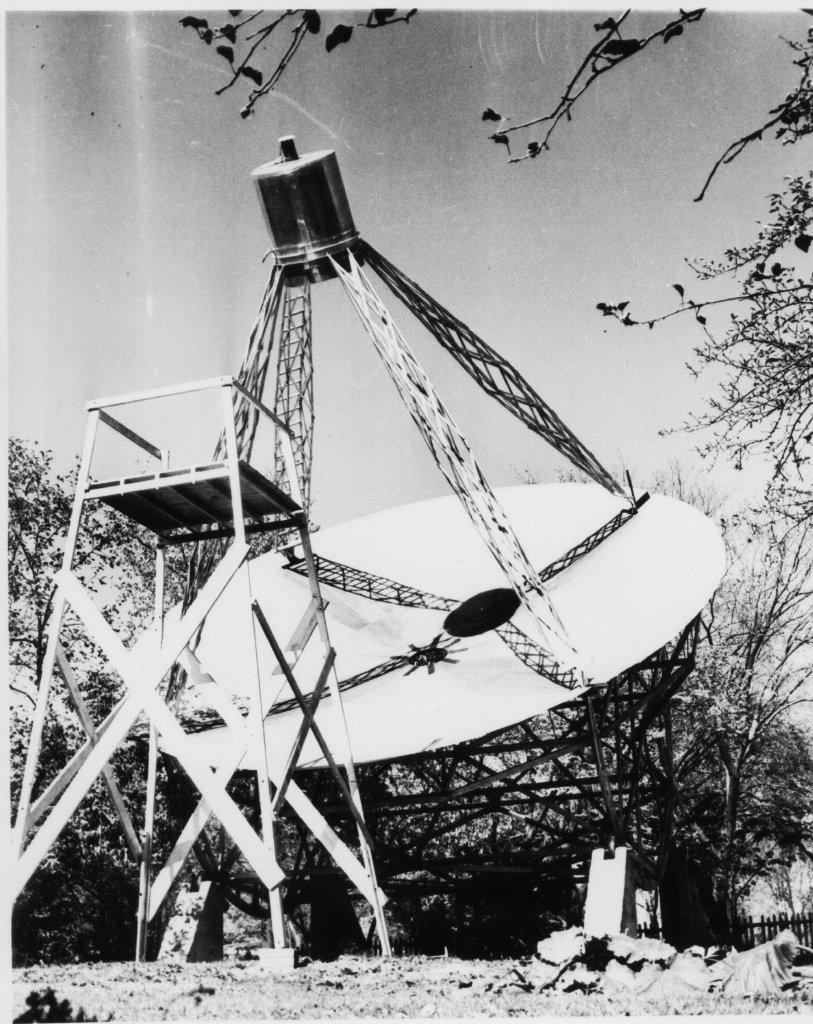
L'antenne radio de Grote Reber

- Septembre : l'ingénieur américain Grote Reber achève la conception du premier radiotélescope[12].
- 13 novembre : le chimiste allemand Otto Bayer dépose un brevet pour le polyuréthane[13].
- 3 décembre : le physicien soviétique Piotr Kapitsa envoie un article sur sa découverte de la superfluidité à la revue Nature. Le 22 décembre les physiciens canadiens John F. Allen et A. Don Misener de Cambridge envoient le leur pour la même découverte. Les deux sont publiés dans le numéro du 8 janvier 1938[14].

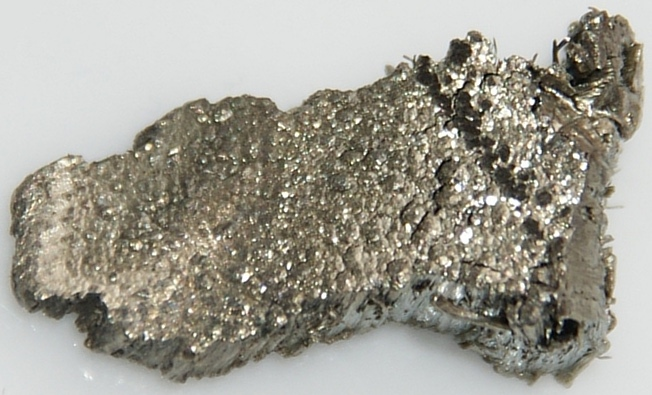
scandium métallique

- Du Scandium métallique est produit pour la première fois par électrolyse d'un mélange de potassium, de lithium, et d'oxyde de scandium[15].
- Les physiciens Hans von Halban et Otto Frisch découvrent, avec Niels Bohr à Copenhague, que l'eau lourde est un excellent ralentisseur de neutrons[16].
- Les physiciens italiens Carlo Perrier et Emilio Segrè isolent l'isotope 97 du technétium, le premier élément à être produit artificiellement[17].

## Publications
- Theodosius Dobzhansky : Genetics and the Origin of Species (en). En génétique et en origine des espèces, applique la théorie des chromosomes et la génétique aux populations en accord avec les travaux néodarwiniste, aussi appelé la synthèse moderne, terme inventé par Julian Huxley.
- Bruno de Finetti : La prévision : ses lois logiques, ses sources subjectives.
- John Maynard Keynes : Théorie générale de l'emploi, de l'intérêt et de la monnaie.

## Prix
- Prix Nobel

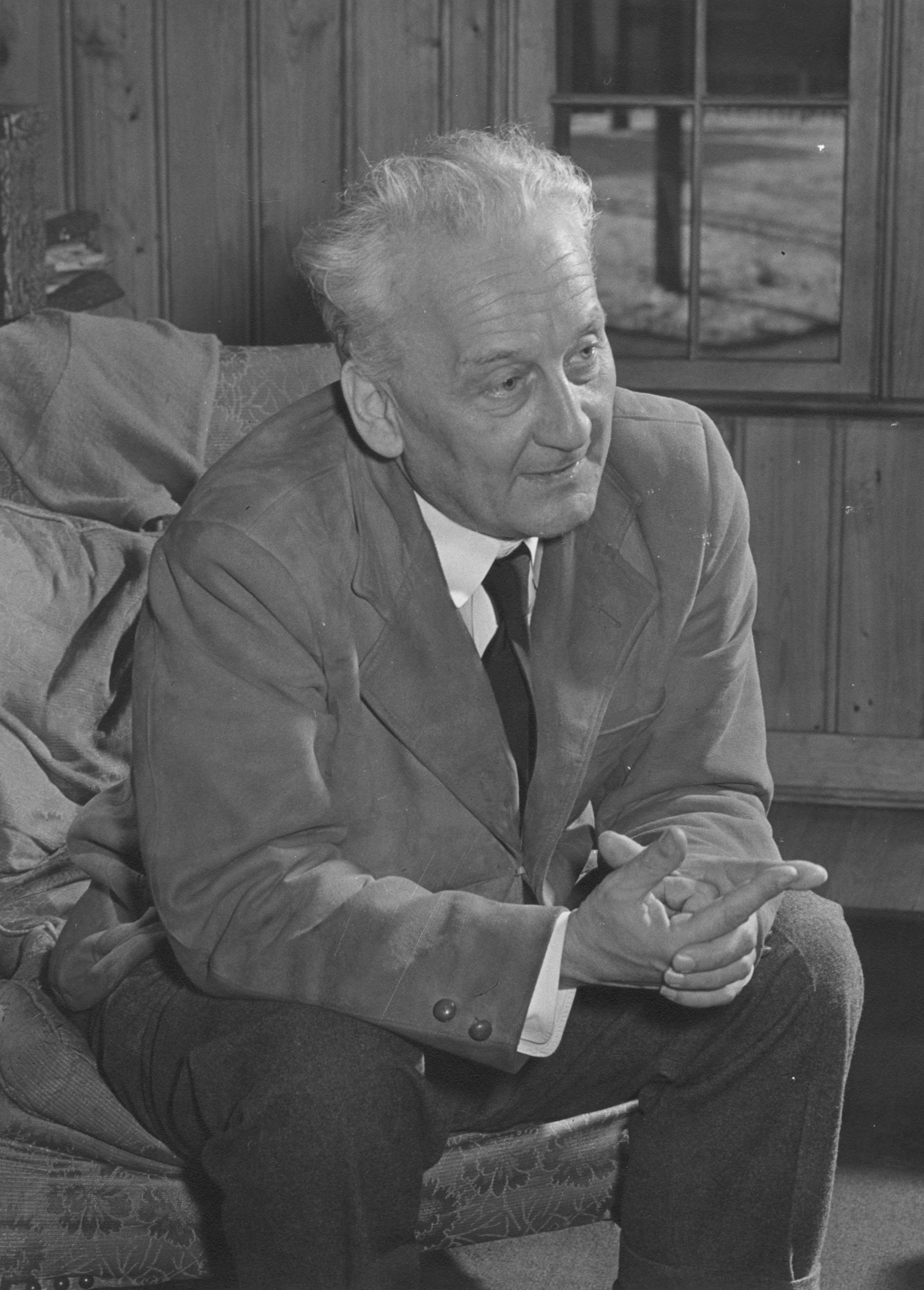
Albert Szent-Györgyi

  - Physique : Clinton Joseph Davisson, Sir George Paget Thomson
  - Chimie : Walter Norman Haworth (britannique), Paul Karrer (suisse) pour leurs travaux sur les vitamines.
  - Physiologie ou médecine : Albert von Szent-Györgyi Nagyrapolt (Hongrois) (combustion biologique).

- Médailles de la Royal Society
  - Médaille Buchanan : Frederick Fuller Russell
  - Médaille Copley : Henry Dale
  - Médaille Davy : Hans Fischer
  - Médaille Hughes : Ernest Orlando Lawrence
  - Médaille royale : Arthur Henry Reginald Buller, Nevil Vincent Sidgwick
  - Médaille Sylvester : Augustus Edward Hough Love

- Médailles de la Geological Society of London
  - Médaille Lyell : Linsdall Richardson (en)
  - Médaille Murchison : Leonard James Spencer
  - Médaille Wollaston : Waldemar Lindgren

- Prix Jules-Janssen (astronomie) : Giorgio Abetti
- Médaille Bruce (Astronomie) : Ejnar Hertzsprung
- Médaille Linnéenne : Frederick Frost Blackman

## Naissances

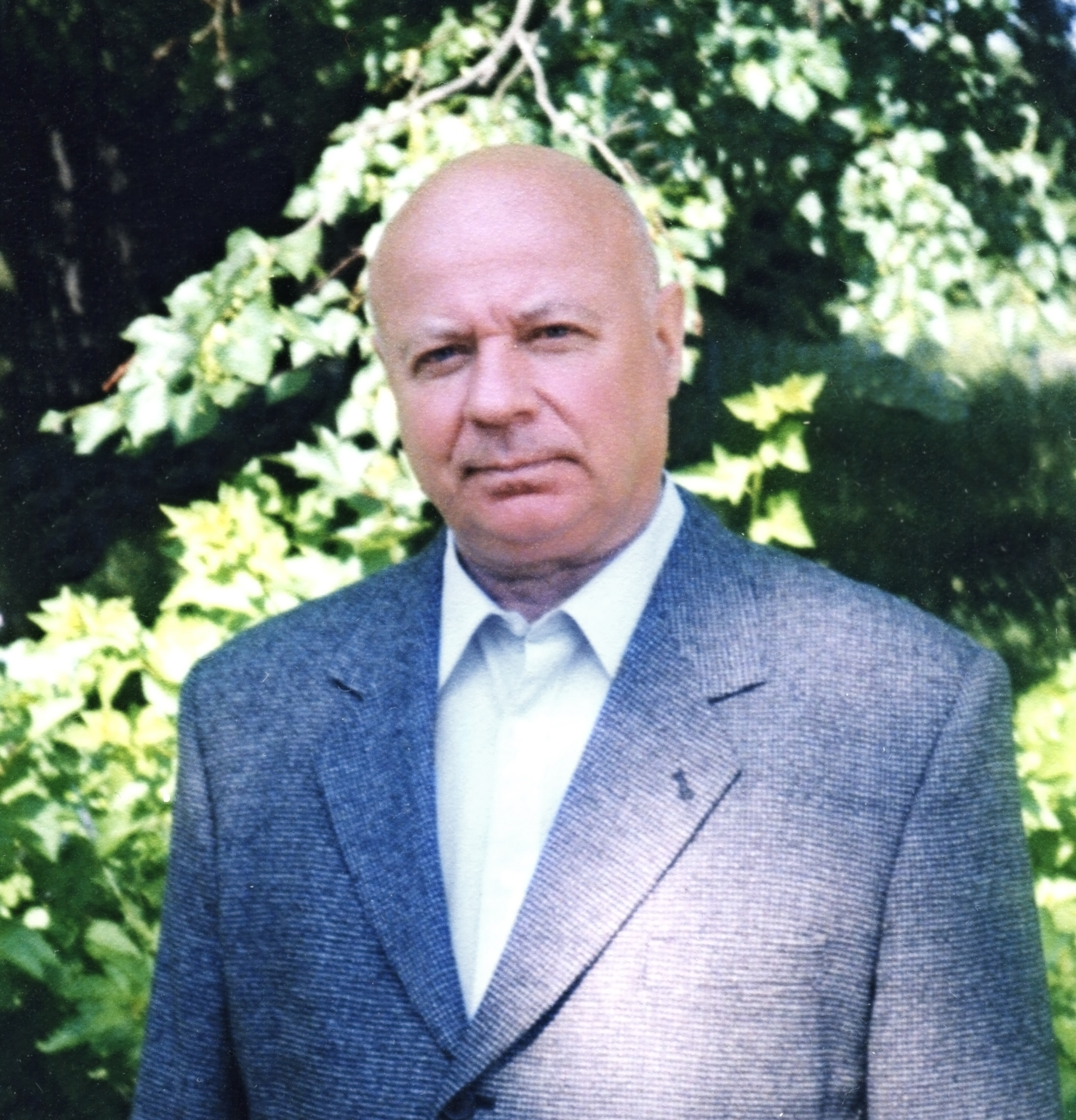
Anatolii Alexevich Karatsuba

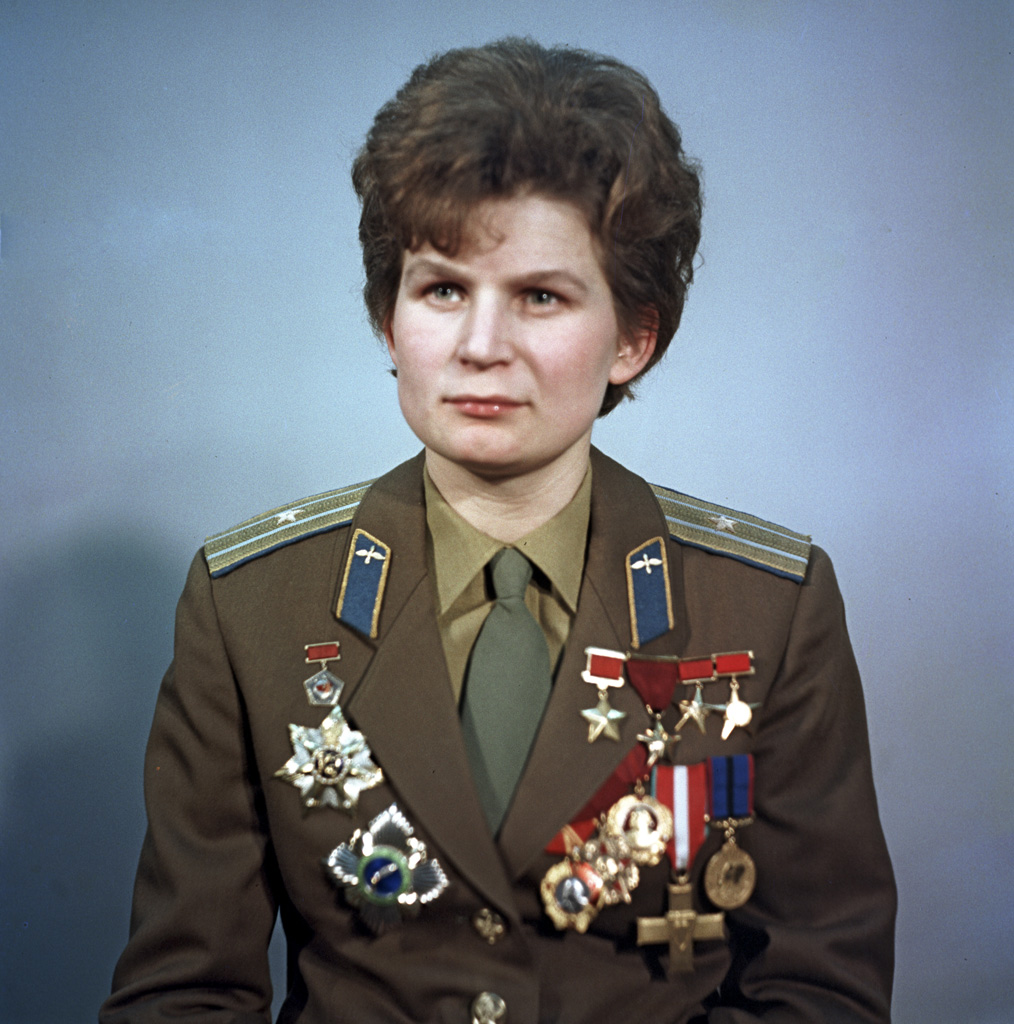
Valentina Terechkova

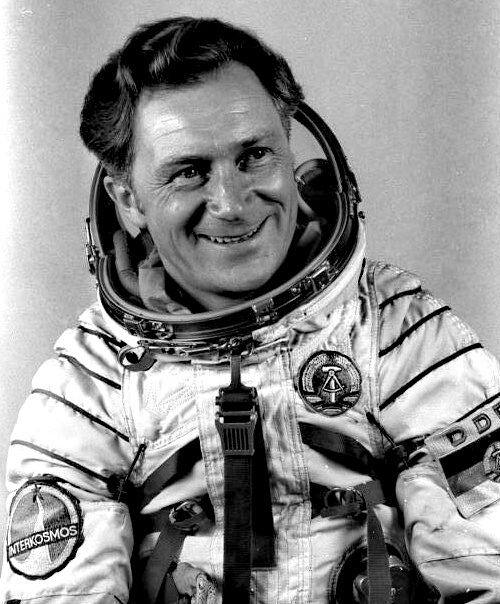
Sigmund Jähn

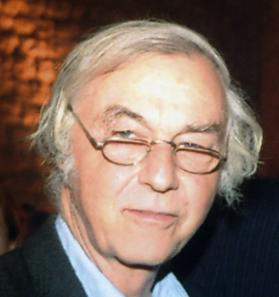
Robert Huber

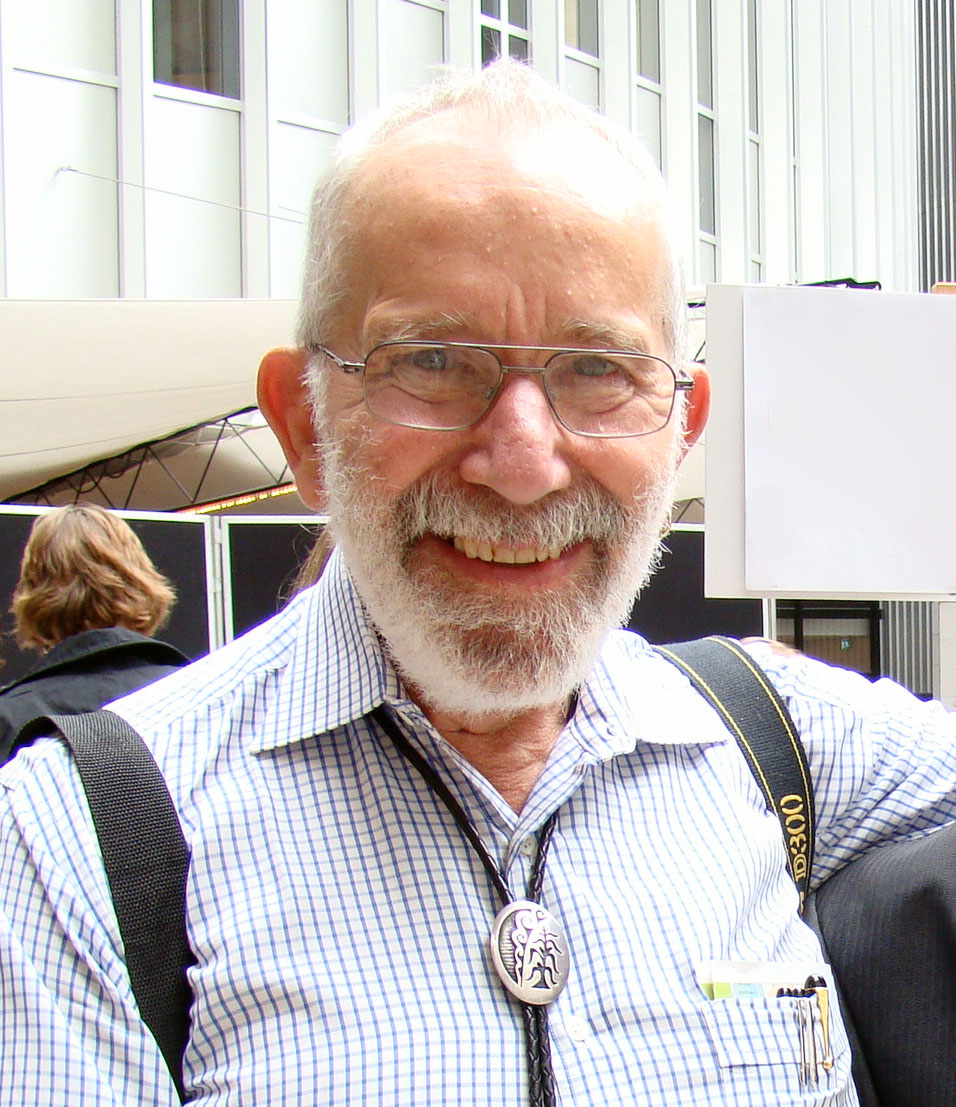
J. Robin Warren en 2009.

- Janvier : Dong Zhiming, paléontologue chinois.

- 5 février : Alar Toomre, astronome et mathématicien estonien et américain.
- 6 février : Peter Westbroek, géologue néerlandais.
- 8 février : Françoise Claustre (morte en 2006), ethnologue et archéologue française.
- 9 février : Mary Jeanne Kreek (morte en 2021), neurobiologiste américaine.
- 11 février : Michel Peissel, ethnologue, explorateur et écrivain français.
- 13 février : Sigmund Jähn (mort en 2019), cosmonaute allemand.
- 16 février : Valentin Bondarenko (mort en 1961), pilote de chasse et cosmonaute soviétique.
- 18 février : Jean Chaline, paléontologue français.
- 20 février :
  - Robert Huber, chimiste allemand, prix Nobel de chimie en 1988.
  - Robert Evans, pasteur et astronome amateur australien.

- 6 mars : Valentina Terechkova, cosmonaute soviétique.
- 23 mars :
  - Ibrahim Abouleish, médecin et chimiste égyptien.
  - Robert Gallo, immunologiste et virologue américain.
- 31 mars : Claude Allègre (morte en 2025), géochimiste et homme politique français.

- 4 avril : Ludovico Magrini (mort en 1991), journaliste et archéologue italien.
- 5 avril : Jean-Pierre Petit, physicien français.
- 12 avril : Igor Volk, cosmonaute soviétique.
- 13 avril : Jeremiah Ostriker, astrophysicien américain.
- 17 avril : Ferdinand Piëch (mort en 2019), ingénieur autrichien.

- 12 mai : Mario Torelli (mort en 1973), archéologue et historien de l'art italien.
- 20 mai : Ahmadou Lamine Ndiaye, professeur sénégalais de sciences vétérinaires.
- 21 mai : Christian Houzel, mathématicien et historien des mathématiques français.
- 22 mai : John Frederick Dewey, géologue britannique.

- 1er juin : Jacques Kornprobst, géologue et volcanologue français.
- 6 juin : Jacques Nihoul (mort en 2021), ingénieur belge.
- 8 juin : Bruce McCandless II, astronaute américain.
- 11 juin : J. Robin Warren, biologiste australien, prix Nobel de physiologie ou médecine en 2005.
- 17 juin : Ted Nelson, sociologue américain, pionnier de l'histoire des technologies de l'information et considéré comme l'inventeur de l'hypertexte.
- 18 juin :
  - Vitali Jolobov, cosmonaute soviétique.
  - Xavier Le Pichon, géodynamicien français, pionnier de la tectonique des plaques.
  - Bruce Graham Trigger (mort en 2006), archéologue canadien.
- 20 juin : Nikolaï Drozdov, biogéographe et zoologiste russe[18].
- 23 juin : Nicholas John Shackleton (mort en 2006), géologue et climatologue britannique.
- 27 juin :
  - Joseph P. Allen, astronaute américain.
  - Robert Coleman Richardson, physicien américain, prix Nobel de physique en 1996.

- 13 juillet : Ghillean Tolmie Prance, botaniste britannique.
- 18 juillet : Roald Hoffmann, chimiste américain.

- 2 août : Jean-Claude Goyon, égyptologue français.
- 5 août : Brian G. Marsden (mort en 2010), astronome américano-britannique.
- 10 août : Amilcare Bietti (mort en 2006), physicien et préhistorien italien.
- 29 août : Ofer Bar-Yosef, archéologue et préhistorien israélien.
- 17 septembre : Moshé Flato (mort en 1998), physicien et mathématicien français.
- 22 septembre : Nicolae Popescu (mort en 2010), mathématicien roumain.

- 6 octobre : Mario Renato Capecchi, généticien naturalisé américain, prix Nobel de physiologie ou médecine en 2007.
- 10 octobre : Mike Disney, astrophysicien anglais.
- 11 octobre : Jack E. Bresenham, professeur d'informatique américain.
- 12 octobre : Vladimir Pasechnik (mort en 2001), biologiste soviétique.
- 28 octobre : Marcian Hoff, ingénieur docteur en électronique américain.

- 3 novembre : Andrea Carandini, archéologue italien.
- 14 novembre : Marion Créhange (morte en 2022), informaticienne française.
- 22 novembre :
  - Zenon Jankowski, aspirant-spationaute polonais.
  - Pierre Sprey (mort en 2021), ingénieur aéronautique américain.
- 24 novembre : Jean-Pierre Adam, architecte et archéologue français.
- 25 novembre : Chuck Peddle, ingénieur américain.
- 26 novembre : Boris Iegorov (mort en 1994), cosmonaute soviétique.
- 21 décembre : Maurice Nivat, chercheur en informatique français.
- 23 décembre :
  - Roger-Maurice Bonnet, astrophysicien français.
  - Karol J. Bobko (mort en 2023), astronaute américain.
- 27 décembre : Dale Russell, géologue, paléontologue et professeur américain.
- 31 décembre : Avram Hershko, biochimiste israélien, prix Nobel de chimie en 2004.

## Décès

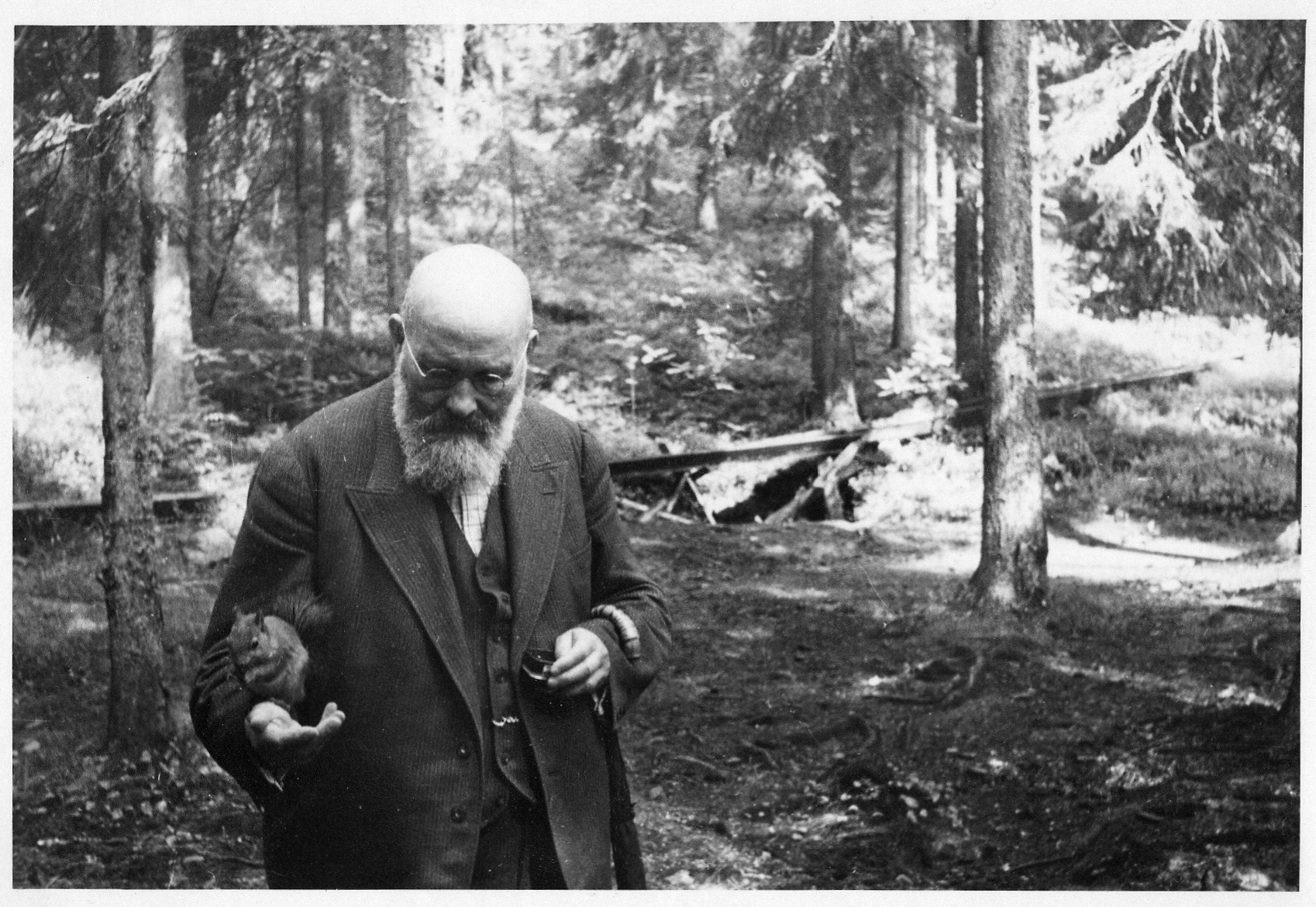
Heinrich Jacob Goldschmidt

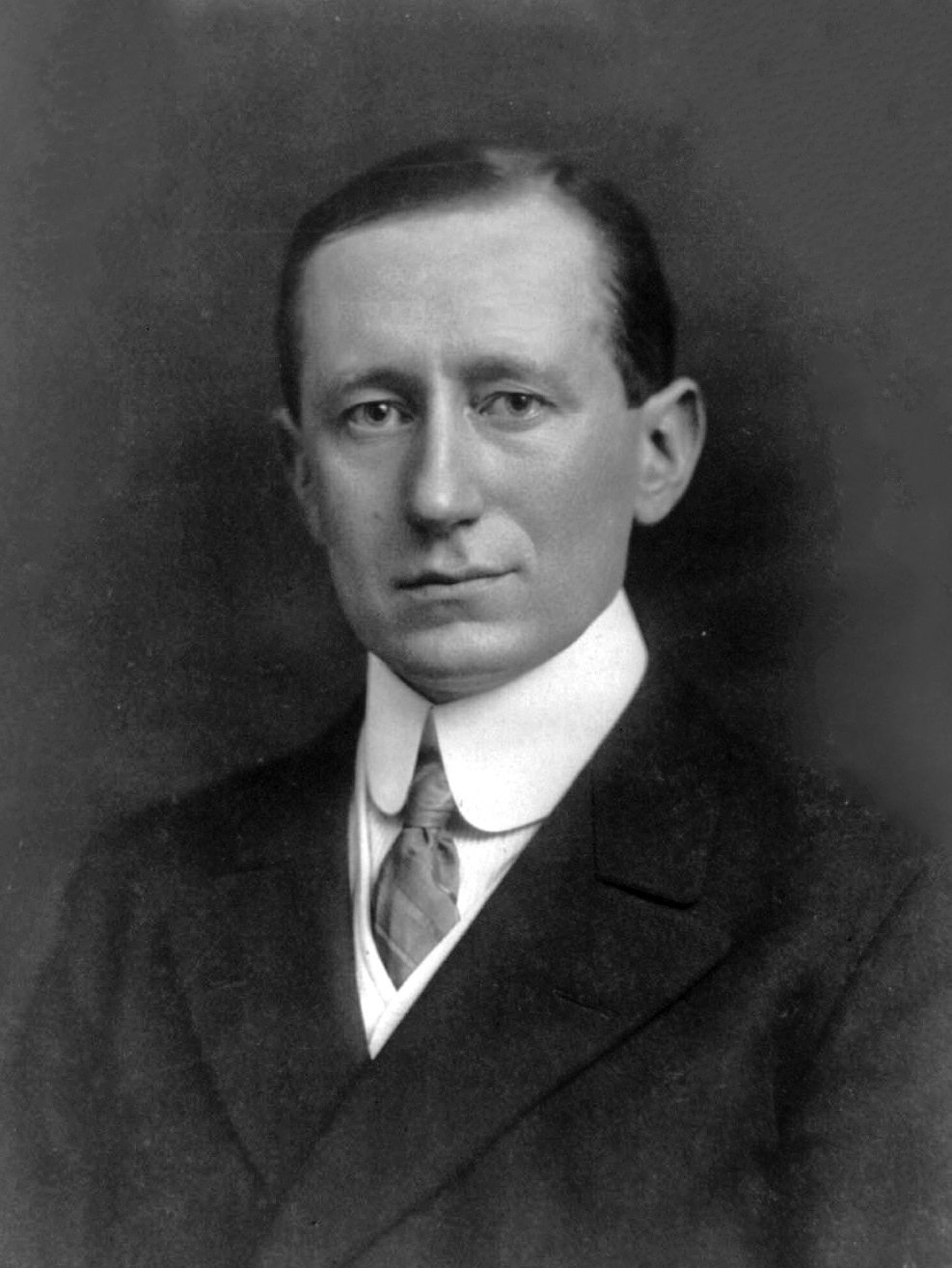
Guglielmo Marconi

- 8 janvier : Richard Anschütz (né en 1852), chimiste allemand.
- 12 janvier : Johann Baptist Keune (né en 1858), archéologue allemand.
- 19 janvier : Henri Douvillé (né en 1846), paléontologue français.
- 28 janvier : Léon Gernez (né en 1875), chirurgien français.

- 6 mars : William Hornaday (né en 1854), zoologiste américain.
- 11 mars : Amé Pictet (né en 1857), chimiste suisse.
- 18 mars : Walter Wilson Froggatt (né en 1858), entomologiste australien.

- 4 avril : Louis Abel Girardot (né en 1848), enseignant et géologue français.
- 29 avril : Wallace Hume Carothers (né en 1896), chimiste américain.

- 13 mai : Cecil Meares (né en 1877), musher britannique de l'expédition Terra Nova en Antarctique.
- 28 mai : Alfred Adler (né en 1870), psychologue autrichien.

- 26 juin : Johann Peter Adolf Erman (né en 1854), égyptologue allemand.
- Boris Guerassimovitch (né en 1889), astronome et astrophysicien ukrainien.

- 9 juillet : Heinrich Jacob Goldschmidt (né en 1857), chimiste autrichien.
- 12 juillet : Gian Antonio Maggi (né en 1856), mathématicien et physicien italien.
- 13 juillet : Henry Edward Armstrong (né en 1848), chimiste anglais.
- 20 juillet : Guglielmo Marconi (né en 1874), physicien italien, prix Nobel de physique en 1909.

- 6 août : F.C.S. Schiller (né en 1864), philosophe logicien britannique d'ascendance allemande.
- 13 août : Marcel Mérieux (né en 1870), biochimiste français.
- 19 août : Paul Goby (né en 1879), archéologue français.
- 31 août : Albert Heim (né en 1849), géologue suisse.

- 26 septembre : Jean-Baptiste Senderens (né en 1856), chimiste et prêtre français.

- 16 octobre : William Gosset (né en 1876), statisticien britannique.
- 19 octobre : Ernest Rutherford (né en 1871), physicien néo-zélandais prix Nobel de chimie en 1908.

- 23 novembre : George Albert Boulenger (né en 1858), zoologiste britannique d'origine belge.
- 25 novembre : Alessandro Padoa (né en 1868), mathématicien et logicien italien.

- 2 décembre : Josep Comas i Solá (né en 1868), astronome espagnol.
- 24 décembre : Mikhaïl Ocharov (né en 1894), ethnographe et artiste russe et soviétique.